# Uisin-myeon
Uisin-myeon (koreanska: 의신면) är en socken i kommunen Jindo-gun i provinsen Södra Jeolla i den sydvästra delen av Sydkorea, 355 km söder om huvudstaden Seoul. Den ligger på sydöstra delen av ön Jindo.